# Florida (Condado de Orange)
Florida é um vilarejo no Condado de Orange no estado de Nova Iorque, Estados Unidos. Ela está localizada dentro da vila de Warwick, com duas pequenas partes ao norte ficando dentro da vila de Goshen.
A área onde Florida está localizada originalmente fazia parte do Alvará de Wawayanda, um concessão de terra ocorrida em 1703, especificamente na área do Trato de Florida. O assentamento original foi chamado de Brookland, porém foi renomeado para seu nome atual no final da década de 1760. Florida estava no meio de um importante corredor de tropas e suprimentos entre Newburgh e Filadélfia durante a Guerra de Independência dos Estados Unidos. O vilarejo foi incorporado em 1946.
William H. Seward, que foi Governador de Nova Iorque, Senador pelo estado e também Secretário de Estado dos Estados Unidos durante as presidências de Abraham Lincoln e Andrew Johnson, nasceu em Florida. Seu pai, Samuel S. Seward, fundou em 1848 o Instituto Seward, que existe até hoje como uma escola pública.